# Alcides Ames Márquez

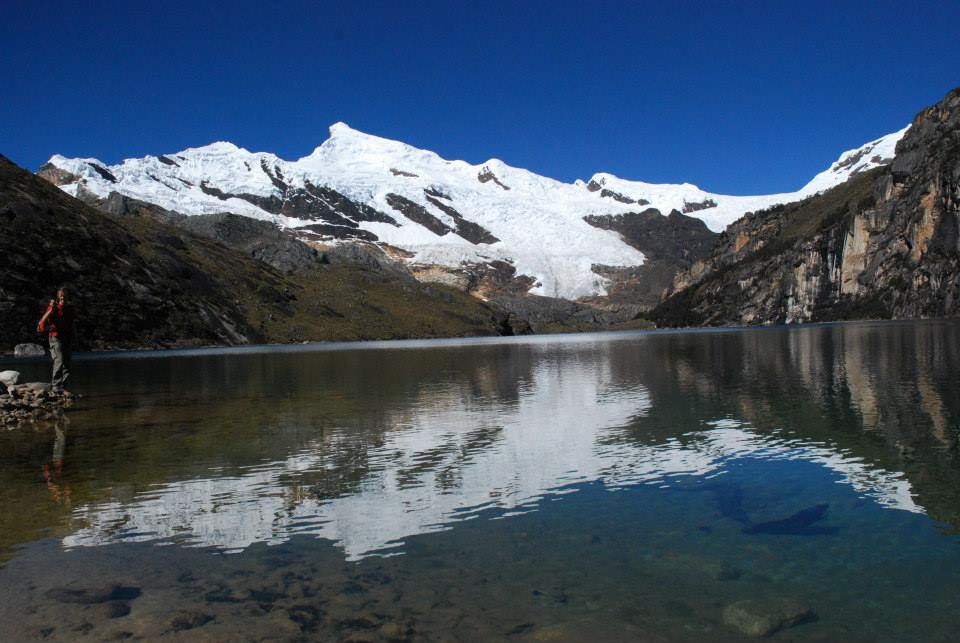
Glaciar Ames en la quebrada Huichganga.

Alcides Ames Márquez (Chacas, 27 de febrero de 1937-Huaraz, 2007), fue un ingeniero e investigador de alta montaña peruano. Destacan sus estudios de los glaciares de la Cordillera Blanca y la elaboración del primer inventario de glaciares del Perú en 1962.

## Biografía
Nació en el pueblo de Chacas, hijo de Arquímedes Ames García y Mercedes Márquez, hermano de la escritora María Amez Márquez. Su abuelo fue Ludovico Amez Vargas, alcalde de Chacas en los años 20 del siglo pasado.
Trabajó en la Comisión de Control de Lagunas del Ministerio de Fomento y Obras Públicas, por la década de 1960 y por más de 30 años, su labor se centró en la colección de datos sobre los glaciares y lagunas del Perú. Participó en las obras de seguridad de más de 30 lagunas en Áncash y el monitoreo de varios glaciares. Elaborando el primer “Inventario de Glaciares del Perú”, realizado entre los años 1978 a 1987 publicado en 1989, por la Unidad de Glaciología e Hidrología de Huaraz.
Llevó estudios sobre glaciología en Suiza, Francia y Estados Unidos, y publicó artículos científicos en las revistas internacionales Annals of Glaciology, el Journal of Glaciology, el Journal of Geophysical Research, Zeitschrift für Gletscherkunde und Glazialgeologie, el Boletín del Instituto Francés de Estudios Andinos, entre otros.
Falleció en el año 2007, en la ciudad de Huaraz.

## Publicaciones
- Ames A. 1989. Inventario de Glaciares del Perú. Hidrandina S.A. 1a Parte. Huaraz
- Ames, A. y Francou, B. 1995. “Cordillera Blanca. Glaciares en la Historia”. Bull. Inst. Fr. Études andines. 24(1): 37-64.
- Ames, Alcides (1989). Inventario de Glaciares del Perú. 1era Parte. Cordilleras: Blanca, Huallanca, Huayhuash, Raura, La Viuda, Huagoruncho, Central, Huaytapallana, y Chonta.

## Homenajes
- En 2010 homenajeado por el INAIGEM con el nombramiento de un glaciar de la Cordillera Blanca que lleva su apellido, el glaciar Ames, perteneciente al macizo Copa, localizado en la quebrada Huichganga, cerca de la laguna Librón.[2]

- En 2019 se estrenó el cortometraje «Ames» dirigido por Andrea Quinto, ganador del Festival de Cine de Áncash.[3]

## Categorías
- Datos: Q123560554